# جدول أعمال

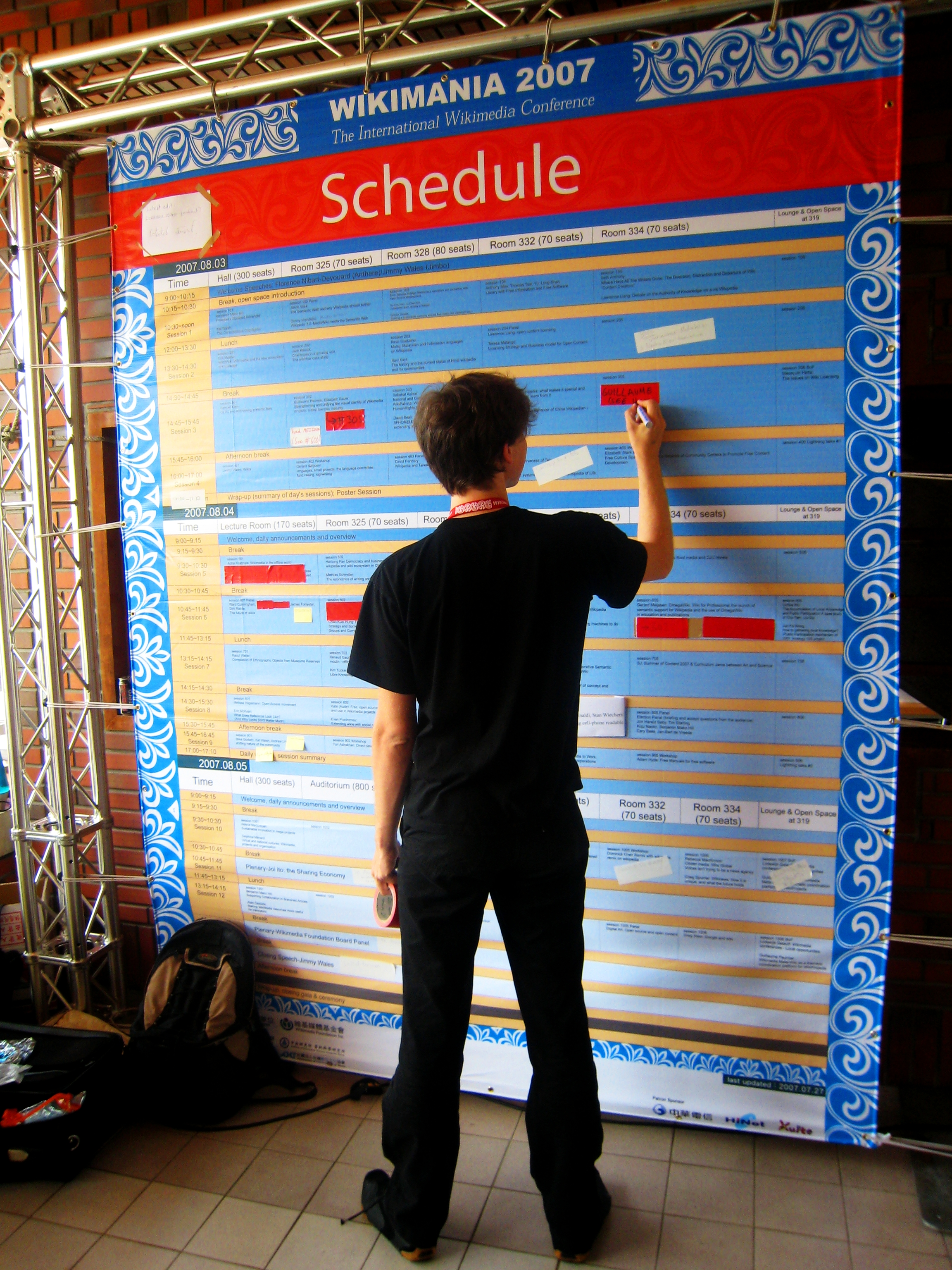
مُتطوع يقوم بتعديل لوحة جدول الأعمال في ويكيمانيا عام 2007.

جدول الأعمال هو أداة أساسية للفرد في إدارة الأوقات. وهي طريقة تنظيمه لأوقاته وتقسيمها والأعمال التي سيقوم بها في تلك الأوقات أو الأحداث التي ستحصل. ويُعتبر هذا النوع من الأعمال عملٌ إنساني قديم. هذا التقويم الزمني عادةً ما يكون بشكلٍ يومي أو إسبوعي. وأحياناً يكون مؤقتاً في فترةٍ قصيرة. والهدف منها تنظيم الأوقات والزيارات والأعمال. الكثير من المنظمات والهيئات تتخذ هذا النهج في إدارة الأعمال.